# Jean Hugonet
Jean Hugonet (Parigi, 24 novembre 1999) è un calciatore francese, difensore del Magdeburgo.

## Carriera
Cresciuto nel settore giovanile del Paris FC, esordisce in prima squadra l'8 dicembre 2019, in occasione dell'incontro di Coppa di Francia vinto per 1-0 sul campo del Valence. Nel 2020 si trasferisce al Saint-Malo nel Championnat National 2, la quarta divisione francese. L'anno successivo viene acquistato dall'Austria Lustenau, militante nella seconda divisione austriaca, contribuendo alla promozione della squadra in Bundesliga, categoria in cui esordisce nella stagione 2022-2023.

## Statistiche

### Presenze e reti nei club
Statistiche aggiornate al 22 aprile 2023.
| Stagione                | Squadra                 | Campionato              | Campionato | Campionato | Coppe nazionali | Coppe nazionali | Coppe nazionali | Coppe continentali | Coppe continentali | Coppe continentali | Altre coppe | Altre coppe | Altre coppe | Totale | Totale |
| Stagione                | Squadra                 | Comp                    | Pres       | Reti       | Comp            | Pres            | Reti            | Comp               | Pres               | Reti               | Comp        | Pres        | Reti        | Pres   | Reti   |
| ----------------------- | ----------------------- | ----------------------- | ---------- | ---------- | --------------- | --------------- | --------------- | ------------------ | ------------------ | ------------------ | ----------- | ----------- | ----------- | ------ | ------ |
| 2018-2019               | Paris FC 2              | N3                      | 20         | 1          |                 | -               | -               |                    | -                  | -                  |             | -           | -           | 20     | 1      |
| 2019-2020               | Paris FC 2              | N3                      | 13         | 0          |                 | -               | -               |                    | -                  | -                  |             | -           | -           | 13     | 0      |
| Totale Paris FC 2       | Totale Paris FC 2       | Totale Paris FC 2       | 33         | 1          |                 | -               | -               |                    | -                  | -                  |             | -           | -           | 33     | 1      |
| 2019-2020               | Paris FC                | L2                      | 0          | 0          | CF+CdL          | 1+0             | 0               |                    | -                  | -                  |             | -           | -           | 1      | 0      |
| 2020-2021               | Saint-Malo              | N2                      | 1          | 0          | CF              | 2               | 0               |                    | -                  | -                  |             | -           | -           | 3      | 0      |
| 2021-2022               | Austria Lustenau        | 1L                      | 29         | 1          | CA              | 2               | 0               |                    | -                  | -                  |             | -           | -           | 31     | 1      |
| 2022-2023               | Austria Lustenau        | BL                      | 26         | 1          | CA              | 2               | 0               |                    | -                  | -                  |             | -           | -           | 28     | 1      |
| Totale Austria Lustenau | Totale Austria Lustenau | Totale Austria Lustenau | 55         | 2          |                 | 4               | 0               |                    | -                  | -                  |             | -           | -           | 59     | 2      |
| Totale carriera         | Totale carriera         | Totale carriera         | 89         | 3          |                 | 7               | 0               |                    | -                  | -                  |             | -           | -           | 96     | 3      |

## Palmarès

### Club

#### Competizioni nazionali
- 2. Liga: 1

Austria Lustenau: 2021-2022